# Luteohadena
Luteohadena là một chi bướm đêm thuộc họ Noctuidae.